# Њу Парис (Охајо)
Њу Парис (енгл. New Paris) град је у америчкој савезној држави Охајо.

## Демографија
По попису из 2010. године број становника је 1.629, што је 6 (0,4%) становника више него 2000. године.
| Група             | 2000.         | 2010.         |
| Белци             | 1.605 (98,9%) | 1.586 (97,4%) |
| Афроамериканци    | 5 (0,3%)      | 2 (0,1%)      |
| Азијати           | 2 (0,1%)      | 2 (0,1%)      |
| Хиспаноамериканци | 2 (0,1%)      | 7 (0,4%)      |
| Укупно            | 1.623         | 1.629         |